# 尼古拉斯·海納爾
尼古拉斯·海納爾（Nicholas Heiner，1989年4月20日—），是一名出生於荷蘭恩克赫伊森的帆船運動員，曾經獲得2014年世界單人小艇雷射型錦標賽冠軍。

## 外部連結
- Nicholas Heiner的X（前Twitter）
- Nicholas Heiner （页面存档备份，存于） - ISAF